# Campeonato Mundial de Ciclismo em Estrada de 1977
Os Campeonatos do mundo de ciclismo em estrada de 1977 celebrou-se no circuito venezuelano de San Cristóbal de 22 a 27 de agosto de 1977.

## Resultados
| Event                       | Ouro                                                                                     | Ouro       | Prata                                                                     | Prata    | Bronze                                                                          | Bronze   |
| --------------------------- | ---------------------------------------------------------------------------------------- | ---------- | ------------------------------------------------------------------------- | -------- | ------------------------------------------------------------------------------- | -------- |
| Provas masculinas           |                                                                                          |            |                                                                           |          |                                                                                 |          |
| Homens - corrida em linha   | Francesco Moser · Itália                                                                 | 6.36'24"   | Dietrich Thurau · Alemanha Ocidental                                      | m.t.     | Franco Bitossi · Itália                                                         | + 1' 19" |
| Contrarrelógio por equipas  | União Soviética · Valery Chaplygin · Aavo Pikkuus · Vladimir Kaminski · Anatoli Chukanov | 4h 21' 15" | Itália · Mirko Bernardi · Mauro De Pellegrin · Vito Da Ros · Dino Porrini | m.t.     | Polónia · Tadeusz Mytnik · Mieczyslaw Nowicki · Stanisław Szozda · Czesław Lang | + 6"     |
| Amador - corrida em linha   | Claudio Corti · Itália                                                                   | 4h 21' 15" | Sergueï Morozov · União Soviética                                         | m.t.     | Salvatore Maccali · Itália                                                      | m.t.     |
| Provas femininas            |                                                                                          |            |                                                                           |          |                                                                                 |          |
| Mulheres - corrida em linha | Josiane Bost · França                                                                    | 1h 22' 41" | Connie Carpenter · Estados Unidos                                         | + 1' 48" | Minnie Brinkhof · Países Baixos                                                 | m.t.     |